# Jean Tigana
Jean Amadou Tigana (Bamako, 23 de junho de 1955) é um ex-futebolista malinês naturalizado francês.

## Carreira

### Clubes
No fim da adolescência, emigrou com a família para Marselha, debutando profissionalmente aos 20 anos, no Toulon. Foi no Lyon que começou a se destacar nacionalmente, chegando à Seleção Francesa. E, no Bordeaux, que teve sua melhor fase: participou de três das cinco conquistas da equipe na Ligue 1, em 1984, 1985 e 1987. No Girondins, desenvolveu grande parceria com Alain Giresse.
Já com 33 anos, foi para o Olympique Marselha, despedindo-se dignamente: foi campeão francês nas três temporadas em que ficou no OM. Tigana encerrou a carreira ao fim da temporada 1990/91, quando o time foi vice-campeão da Copa dos Campeões da UEFA. Na final, contra o Estrela Vermelha, ele acabou não sendo usado.

### Seleção Francesa
Sua primeira partida pelos Bleus foi em 1981. Na Seleção, a grande dupla que fazia com seu colega no meio-de-campo Giresse no Bordeaux foi aperfeiçoada com o mais recuado Luis Fernández e o mais avançado Michel Platini; formavam "Os Três Mosqueteiros (que, como no famoso conto de Alexandre Dumas pai, eram quatro)".
Com a França, Tigana foi à Copa do Mundo de 1982 (onde terminou na quarta colocação) e também à de 1986 (na terceira). Seu melhor momento foi no ano de 1984: participou do título francês com o Bordeaux, que não era campeão do campeonato desde 1950; venceu a Eurocopa com a Seleção, o primeiro título desta; e foi o segundo colocado na Bola de Ouro da France Football, ficando atrás apenas de Platini, o líder daquela geração francesa.

## Como treinador
Tornou-se treinador em 1993, no Lyon. Seu melhor momento como técnico foi na conquista do campeonato francês com o Monaco, em 1997, encerrando um jejum de nove anos do clube do Principado. Chegou a ser altamente cotado, na época, para assumir a Seleção Francesa, o que lhe tornaria o primeiro negro no cargo. Atualmente, está no poderoso time asiático Shanghai Shenhua, da china, time onde joga Anelka.